# Taxidi sta Kythira
Taxidi sta Kythira (Ταξίδι στα Κύθηρα, "Viatge a Cítera") és una pel·lícula grega del 1984 dirigida per Theo Angelópulos. Va participar al 37è Festival Internacional de Cinema de Canes, on va guanyar el premi FIPRESCI i el Millor Guió.

## Trama
El director escènic Alexandros (Giulio Brogi) busca un actor veterà. El troba en un venedor de verdures. La pel·lícula pot començar. Alexandre dona la benvinguda al seu pare Spyros (Manos Katrakis), un antic resistent, de tornada de l'URSS després de trenta-dos anys d'exili forçat. L'amnistia es va pronunciar després de la caiguda de la dictadura dels coronels el 1974. Spyros retroba la seva dona, Katerina (Dora Volanaki). Llavors troba el seu poble, la seva casa i uns vells companys. Però a Spyros li costa entendre el temps transcorregut. La mateixa idea del retorn que va desitjar durant 32 anys s'ha tornat intangible. Només la seva dona sembla entendre'l.
Citera, l'illa grega situada al sud del Peloponès, està representada aquí sota la seva evocació mítica. La pel·lícula realment té lloc a l'hivern, en un poble de la Macedònia grega, bressol de l'antic comunista. A la mitologia grega, Citera és l'illa on els somnis de felicitat es fan realitat. Igual que Telèmac, el fill d'Ulisses, Alexandre es pregunta sobre la recerca del seu pare. També és un viatge a les pàgines fosques de la història grega, on el mite s'interposa.

## Repartiment
- Manos Katrakis com a Spyros
- Mary Chronopoulou com a Voula
- Dionysis Papagiannopoulos com a Antonis
- Dora Volanaki com a Katerina
- Giulio Brogi com a Alexandros
- Giorgos Nezos com a Panagiotis
- Athinodoros Prousalis com a cap de policia
- Michael Giannatos com a agent de policia

## Recepció
Richard Bernstein de The New York Times en va opinar desfavorablement; ha afirmat que hi ha hagut "escenes extraordinàries", però ha argumentat que "quan arriba el final, l'espectador es queda […] amb la vaga sensació d'inquietud que, a banda de conèixer que l'exili és buit, dues hores i mitja en presència de molta falta d'alegria a la pantalla ha produït poca satisfacció". Bernstein va afirmar que "Taxidi sta Kythira" és "com una al·legoria una mica massa llarga la moral de la qual simplement no entens". Una ressenya a Time Out era mixta, escrivint: "La primera meitat de la pel·lícula […] està impregnada d'aquesta peculiar malenconia que Angelopoulos ha fet totalment seva com a marca personnal. Un comença a perdre fil a la segona meitat, però, quan el vell i la seva dona són llançats a la deriva en un viatge simbòlic a Cítera, lloc de naixement d'Afrodita".
Altres crítics han elogiat la pel·lícula. A la cinquena edició de The New Biographical Dictionary of Film, David Thomson va escriure que "la bellesa de la pel·lícula poques vegades s'ha igualat". En un article per al British Film Institute, Christina Newland va incloure Taxidi sta Kythira a la seva llista de 10 grans pel·lícules gregues. Matthew Thrift també va elogiar la trilogia de la qual forma part la pel·lícula, i va escriure que les tres pel·lícules "veuen Angelopoulos a l'altura dels seus poders creatius". Al llibre A History of Greek Cinema, Vrasidas Karalis es va referir a Taxidi sta Kythira com una de les millors pel·lícules de la seva dècada.